# Stenus sculptilis
Stenus sculptilis är en skalbaggsart som beskrevs av Thomas Casey. Stenus sculptilis ingår i släktet Stenus och familjen kortvingar. Inga underarter finns listade i Catalogue of Life.